# Luka Lončar
Luka Lončar, född 26 juni 1987 i Zagreb, är en kroatisk vattenpolospelare.
Lončar tog VM-brons i samband med världsmästerskapen i simsport 2013 i Barcelonaoch VM-silver i samband med världsmästerskapen i simsport 2015 i Kazan.